# Vasa, Skepptuna
Vasa är en by och före detta frälsegods i Skepptuna socken i Sigtuna kommun.

## Etymologi
Var gårdsnamnet Vasa eller Wasa kommer ifrån är inte helt klarlagt, men troligen har det med ”Vasö” att göra, som skulle syfta på fuktiga marker, vattensjukt område. Kvar i dag finns en liten å.

## Historik
Godset som var känt sedan medeltiden var aldrig stort, men av gammal ålder, och anses vara stamgods och en av de tidigare sätesgårdarna för Vasaätten, även om ingen av Vasaätten skrev sig till godset. Vasa har varit boplats sedan järnåldern och det finns ättehögar med stensättningar från den tiden norr om gården. I ett bevarat brev från biskop Kettil Karlsson (Vasa) till brodern Erik adresseras brevet till hans bror Erik Karlsson på fädernegodset i Skefftuna.
Det har även framförts att Vasaätten rentav tog sitt namn efter gården Vasa, något som delvis har fått stöd genom att senare studier av ättens vapensköld ingett tvivel på att den skulle föreställt en stormvase.
Vasa ägdes redan på 1300-talet av Nils Kettilsson (Vasa) och ärvdes i början av 1400-talet av hans son riksdrotsen Kristiern Nilsson (Vasa) och efter hans död 1442 sannolikt av sonen Karl Kristiernsson (Vasa) samt innehades av dennes son, biskop Kettil Karlsson (Vasa), som för 620 mark sålde godset 1461 till brodern Erik Karlsson (Vasa). År 1461 finns det en notering om att Wasa gård betalade ränta med två laster korn och 8 mark penningar. Gården kallas då fädernegården och hovgården. Det tyder på att Vasa ansågs vara en kungsgård. 1488 fanns här en hel by med minst sex gårdar.
På 1550-talet utgjorde Vasa 4 markland (cirka 100 tunnland) och räntade 2 läster korn. År 1556 brukas gården av Ola Jonsson i Wååsa och 1558 skrivs namnet Vasze i Skäfftuna. År 1582 stavas namnet Wåseby och brukarens namn tycks vara Marcus Fransson i Wåse.
År 1562 blev fastigheten Vasa 2 (Skepptuna) frälse under dåvarande ägaren Sten Eriksson Leijonhufvud (son till Ebba Eriksdotter (Vasa) vars far Erik Karlsson (Vasa) 1461 köpte Vasa från sin bror Kettil Karlsson (Vasa).
Senare har egendomen varit kungsgård, på 1600-talet en by med tre gårdar. Under mitten av 1600-talet, troligtvis 1624, donerade kungen Gustav II Adolf två av gårdarna – Vasa 1 och Vasa 2 -  till Uppsala universitet, medan den tredje gården, Vasa 3, var säterigård tillhörig Bangirarnas, som före 1674 bebyggde byn till säteri. Doneringen skedde i samband med den stora donationen på 300 gårdar för att rädda universitetet från totalt förfall. År 1673 hade Vasa 3 mantal, vilket talar för att det var en stor gård. Vasa säteri har i nyare tid tillhört ätterna Oxenstierna, Leijonhufvud, Falkenberg, Bergenstråle, Lilliehorn med flera adelsätter.